# Conirostrum ferrugineiventre
El conirrostro cejiblanco, pico-de-cono de ceja blanca o mielerito de cejas blancas (Conirostrum ferrugineiventre) es una especie de ave paseriforme de la familia Thraupidae, perteneciente al género Conirostrum. Es nativo de regiones alto-andinas del oeste de América del Sur.

## Distribución y hábitat
Se distribuye a lo largo de la pendiente oriental de la cordillera de los Andes desde el norte de Perú (sur de San Martín) hasta el oeste de Bolivia (oeste de Santa Cruz).
Esta especie es considerada poco común en sus hábitats naturales: los bosques montanos y arbustales adyacentes, es más numeroso cerca de la línea de árboles, principalmente entre 2500 y 3800 m de altitud.

## Sistemática

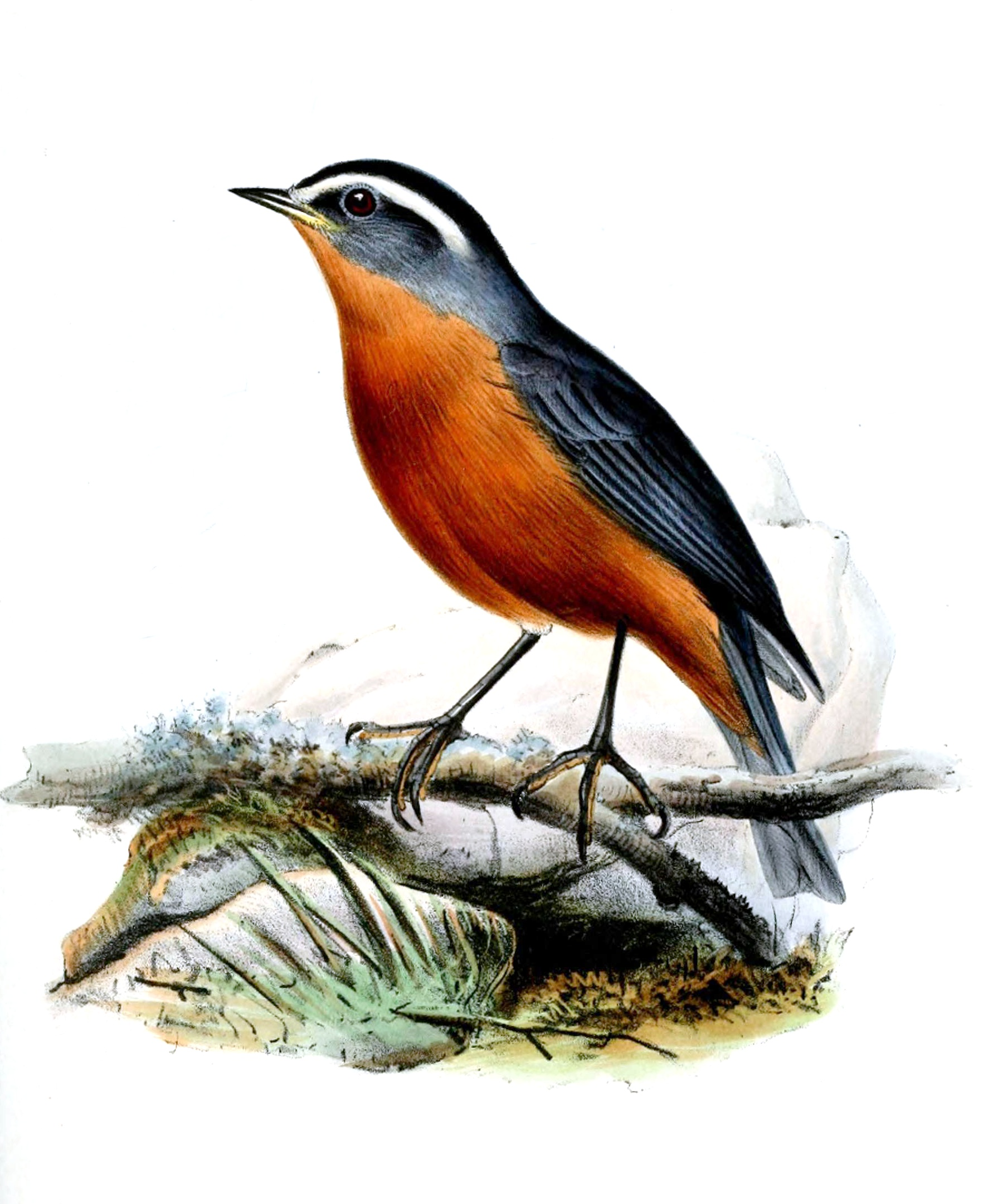
Conirostrum ferrugineiventre, ilustración de Wolf en Proceedings of the Zoological Society of London, 1855.

### Descripción original
La especie C. ferrugineiventre fue descrita por primera vez por el zoólogo británico Philip Lutley Sclater en 1855 bajo el mismo nombre científico; su localidad tipo es: «Bolivia».

### Etimología
El nombre genérico neutro Conirostrum se compone de las palabras latinas «conus»: cono, y  «rostrum»: pico; y el nombre de la especie «ferrugineiventre» se compone de las palabras del latín  «ferrugineus»: ferrugíneo, herrumbroso, y «venter, ventris»: vientre.

### Taxonomía
Es monotípica. Los amplios estudios filogenéticos recientes demuestran que la presente especie es hermana de Conirostrum sitticolor. Hibrida con Conirostrum binghami.